# Rada Bezpieczeństwa Narodowego (Stany Zjednoczone)

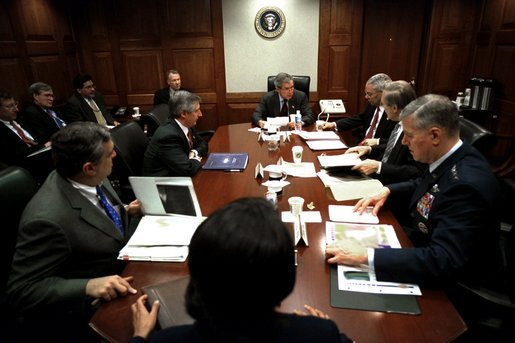
Zebranie Rady Bezpieczeństwa Narodowego z prezydentem George’em W. Bushem 21 marca 2003

Rada Bezpieczeństwa Narodowego (ang. National Security Council) – organ administracji państwowej (federalny) w Stanach Zjednoczonych, składający się z doradców ds. bezpieczeństwa i członków gabinetu.
Odpowiedzialny jest za bezpieczeństwo i obronę Stanów Zjednoczonych.
Powstał z inicjatywy prezydenta Harry’ego Trumana.